# Baanwielrennen op de Paralympische Zomerspelen 2020 - Tijdrit vrouwen C1-C3
De baanwielrennen Tijdrit vrouwen C1-C3 tijdens de Paralympische Zomerspelen 2020 vond plaats in de Izu Velodrome, Japan. Deze combinatieklasse (C1-3) onder classificatie C is voor fietssters die beperkingen hebben aan de benen, armen en/of romp, maar wel in staat zijn een standaardracefiets te gebruiken. Om de competitie tussen de drie klassen eerlijk te houden is er gebruik gemaakt van een rekenmodel. Doordat het een gecombineerde klasse is, werden er in 2020 twee wereldrecords gereden en één Paralympisch record. 

## Uitslag
| #      | Heat | Renners | Renners         | Klasse | Orginele tijd | Berekende tijd | opm. |
| ------ | ---- | ------- | --------------- | ------ | ------------- | -------------- | ---- |
| Goud   | 10   | AUS     | Amanda Reid     | C2     | 38.487        | 35.581         | WR   |
| Zilver | 11   | NED     | Alyda Norbruis  | C2     | 39.002        | 36.057         |      |
| Brons  | 2    | CHN     | Qian Wangwei    | C1     | 41.403        | 38.070         | WR   |
| 4      | 7    | JPN     | Keiko Sugiura   | C3     | 39.869        | 39.869         | PR   |
| 5      | 8    | CHN     | Wang Xiaomei    | C3     | 40.825        | 40.825         |      |
| 6      | 5    | CHN     | Zeng Sini       | C2     | 44.637        | 41.267         |      |
| 7      | 3    | JPN     | Miho Fujii      | C2     | 45.112        | 41.706         |      |
| 8      | 4    | AUT     | Yvonne Marzinke | C2     | 45.455        | 42.023         |      |
| 9      | 1    | COL     | Daniela Munevar | C2     | 45.541        | 42.103         |      |
| 10     | 6    | IRL     | Richael Timothy | C3     | 42.485        | 42.485         |      |